# Surcua
Surcua är en ort i Mexiko.   Den ligger i kommunen La Unión de Isidoro Montes de Oca och delstaten Guerrero, i den södra delen av landet, 300 km sydväst om huvudstaden Mexico City. Surcua ligger 23 meter över havet och antalet invånare är 891.
Terrängen runt Surcua är lite kuperad. Havet är nära Surcua åt sydost.  Närmaste större samhälle är Guacamayas, 14,0 km väster om Surcua. 